# Бутни гребен
Бутни гребен  (linea aspera)  је анатомска структура у виду  грубог коштаног гребен смештена на задњој ивици тела или осовине бутне кости. Бутни гребен служи као место везивања међумишићних преграда и неколико мишића натколенице. 

## Анатомија
Велики мишић примицач убацује се директно у бутни гребен и његове екстензије изнад и испод. Бутни гребен који има истакнуте унутрашње и бочне рубове,  пружа припој мишићима вастус медиалис и вастус латералис. Остали мишићи који потичу из бутног гребена  су:
- Кратка глава двоглавог бедреног мишића (лат. musculus biceps femoris), која се налази између спојева великог мишића примицача (лат. musculus adductor magnus)   и спољњег широког мишића бутине.
- Дугачког мишића примицача (лат. m. adductor longus)  и кратког мишића примицача  (лат. m. adductor brevis), који се налазе између спојева великог мишића примицача (лат. m. adductor magnus)  унутрашњег стегненог мишића (лат. m. vastus medialis).

Крећући се нагоре, бутни гребен се наставља пут унутра – према малом трохантеру – као спирална линија (позната и као пектинеална линија), која обезбеђује припој за гребенски мишић. На бочној страни,  бутни гребен се протеже као храпаво седалног испупчења према великом трохантеру бутне кости, где се за њега везује велики седални мишић.
Према доњем крају, бутни гребен дивергира у унутрашњу и спољашњу супракондилну линију, које се завршава  на медијалним и латералним кондилима бутне кости. Између ових линија налази се задња поплитеална површина. Бочна супракондиларна линија служи као почетно место за припој табанског мишића и спољашње главе трбушастог мишића листа. Поплитеална површина (или дно поплитеалне јаме) обезбеђује причвршћивање унутрашње главе трбушастог мишића листа. Врх медијалне супракондиларне линије на медијалном кондилу назива се туберкул адуктора, за који се причвршћује  најнижи део великог мишића примицача (лат. m. adductor magnus).